# Нефедівська сільська рада
Нефе́дівська сільська́ ра́да — адміністративно-територіальна одиниця та орган місцевого самоврядування в Кам'янець-Подільському районі Хмельницької області. Адміністративний центр — село Нефедівці.

## Загальні відомості
Нефедівська сільська рада утворена в 1992 році.
- Територія ради: 21,216 км²
- Населення ради: 847 осіб (станом на 2001 рік)
- Територією ради протікає річка Студениця

## Населені пункти
Сільській раді підпорядковані населені пункти:
- с. Нефедівці
- с. Лучки

## Склад ради
Рада складається з 12 депутатів та голови.
- Голова ради: Василинчук Володимир Володимирович
- Секретар ради: Язвецька Валентина Василівна

### Керівний склад попередніх скликань
| Прізвище, ім'я, по батькові        | Основні відомості                                                 | Дата обрання | Дата звільнення |
| ---------------------------------- | ----------------------------------------------------------------- | ------------ | --------------- |
| Василинчук Володимир Володимирович | Сільський голова, 1970 року народження, освіта вища, безпартійний | 26.03.2006   | 31.10.2010      |
| Василинчук Володимир Володимирович | Сільський голова, 1970 року народження, освіта вища, безпартійний | 31.10.2010   |                 |

Примітка: таблиця складена за даними сайту Верховної Ради України

### Депутати
За результатами місцевих виборів 2010 року депутатами ради стали:

#### За суб'єктами висування
| Суб'єкт висування | Кількість обраних депутатів | %    |
| ----------------- | --------------------------- | ---- |
| Народна партія    | 7                           | 58,3 |
| Самовисування     | 5                           | 41,7 |

#### За округами
| № округу       | Прізвище, ім'я, по батькові  | Дата визнання обраним | Освіта             | Партійна приналежність | Відомості про обраного депутата                   |
| -------------- | ---------------------------- | --------------------- | ------------------ | ---------------------- | ------------------------------------------------- |
| Народна Партія |                              |                       |                    |                        |                                                   |
| 1              | Касьянов Інна Леонідівна     | 01.11.2010            | середня спеціальна | член Народної партії   | тимчасово не працює                               |
| 3              | Тимчук Анатолій Сергійович   | 15.11.2010            | вища               | член Народної партії   | СТОВ «Нефедівське», ветеринарний лікар            |
| 6              | Язвецька Валентина Василівна | 01.11.2010            | вища               | член Народної партії   | Нефедівська сільська рада, секретар               |
| 7              | Святкевич Анатолій Іванович  | 01.11.2010            | середня            | член Народної партії   | Тракторна бригада СТОВ АФ «Нефедівське», бригадир |
| 9              | Лівіцька Світлана Василівна  | 01.11.2010            | вища               | позапартійна           | тимчасово не працює                               |
| 10             | Лисюк Людмила Данилівна      | 01.11.2010            | вища               | член Народної партії   | СТОВ «Нефедівське», головний бухгалтер            |
| 11             | Мусій Петро Васильович       | 01.11.2010            | середня            | член Народної партії   | тимчасово не працює                               |
| Самовисування  |                              |                       |                    |                        |                                                   |
| 2              | Лізвінська Алла Олексіївна   | 01.11.2010            | середня спеціальна | позапартійна           | тимчасово не працює                               |
| 4              | Острова Раїса Олександрівна  | 01.11.2010            | середня спеціальна | позапартійна           | Нефедівський будинок культури, директор           |
| 5              | Олійник Ганна Василівна      | 01.11.2010            | середня спеціальна | позапартійна           | Нефедівська сільська рада, техпрацівниця          |
| 8              | Ржепянська Ірина Григорівна  | 01.11.2010            | вища               | позапартійна           | Нефедівський ДНЗ, вихователь                      |
| 12             | Пантелей Надія Петрівна      | 01.11.2010            | середня            | позапартійна           | Поштове відділення, листоноша                     |